# Газлі-Каньйон (Каліфорнія)
Газлі-Каньйон (англ. Hasley Canyon) — переписна місцевість (CDP) в США, в окрузі Лос-Анджелес штату Каліфорнія. Населення — 1195 осіб (2020).

## Географія
Газлі-Каньйон розташоване за координатами 34°28′54″ пн. ш. 118°40′0″ зх. д. / 34.48167° пн. ш. 118.66667° зх. д. (34.481599, -118.666689).  За даними Бюро перепису населення США в 2010 році переписна місцевість мала площу 14,87 км², з яких 14,87 км² — суходіл та 0,00 км² — водойми.

## Демографія
Згідно з переписом 2010 року, у переписній місцевості мешкало 1137 осіб у 383 домогосподарствах у складі 308 родин. Густота населення становила 76 осіб/км².  Було 406 помешкань (27/км²).
Расовий склад населення:
| - 85,0 % — білих - 2,3 % — азіатів - 1,3 % — чорних або афроамериканців - 0,2 % — корінних американців - 0,1 % — вихідців з тихоокеанських островів - 6,6 % — осіб інших рас |

До двох чи більше рас належало 4,6 %. Частка іспаномовних становила 21,5 % від усіх жителів.
За віковим діапазоном населення розподілялося таким чином: 24,9 % — особи молодші 18 років, 64,4 % — особи у віці 18—64 років, 10,7 % — особи у віці 65 років та старші. Медіана віку мешканця становила 43,0 року. На 100 осіб жіночої статі у переписній місцевості припадало 112,5 чоловіків;  на 100 жінок у віці від 18 років та старших — 108,8 чоловіків також старших 18 років.
Середній дохід на одне домашнє господарство  становив 145 718 доларів США (медіана — 113 533), а середній дохід на одну сім'ю — 132 947 доларів (медіана — 107 083). За межею бідності перебувало 12,1 % осіб, у тому числі 11,2 % дітей у віці до 18 років та 0,0 % осіб у віці 65 років та старших.
Цивільне працевлаштоване населення становило 490 осіб. Основні галузі зайнятості: публічна адміністрація — 12,7 %, освіта, охорона здоров'я та соціальна допомога — 11,8 %, науковці, спеціалісти, менеджери — 11,6 %.